# Phalangodoidea
Phalangodoidea es una superfamilia de arácnidos en Opiliones dentro del infraorden Grassatores con tres familias reconocidas y unas 220 especies. A pesar de su designación similar, no debe confundirse con la subfamilia Phalangioidea, que también es parte de la superfamilia Grassatores, pero en el suborden Eupnoi.

## Familias
- Oncopodidae Thorell, 1876 (unas 70 especies)
- Phalangodidae Simon, 1879 (unas 100 especies)
- Pyramidopidae Starega (unas 50 especies)